# 벨리알

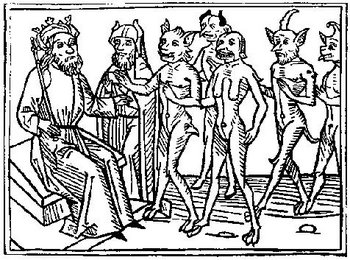
벨리알과 그를 따르는 무리들을 묘사한 목판화(1473년).

벨리알(히브리어: בְּלִיַּ֫עַל, 라틴어: Belial)은 유대교 외경에 나오는 단어로 부도덕이나 가치 없음과 같은 악에 성격을 부여하여 사용하는 말이다.
단어의 어원은 명확하지 않지만, 히브리어로 ‘가치 없는 자’, ‘건달’, ‘야비한 자’, ‘사악한 자’, ‘가장 아름다운 자’라는 뜻이 있다. 벨리알이라는 이 말은 보통명사였지만 이윽고 악마 그 자체로 여겨지게 되었다. 사도 바울로는 사탄과 같은 뜻으로 이 말을 사용하였다. 희년서에는 할례를 받지 않은 이방인을 “벨리알의 아들”이라고 기술하였다.
고에티아에서는 벨리알이 매우 정중한 악마라고 말하고 있다. 벨리알은 또한 거짓말과 범죄의 악마이다. 지옥의 제후 가운데 하나로서 그는 악마 군단 80개를 통솔하고 있으며 그의 통치는 지옥의 북쪽 지역까지 뻗쳐 있다. 그는 지구의 원소를 통제하며 지상에 거주하는 악마들 위에 군림하고 있다. 지옥의 다른 제후들로는 올리아스, 아스모데오, 바싸고 등이 있다.

## 유대교
옛 히브리어 성경의 몇몇 부분에서 이 말이 나오는데, 이를테면 도덕적이지 못하거나 아무짝에도 못 쓸 것 같은 사람을 가리킬 때 사용한다:
- 불량한 자들 (신명 13,14)
- 기브아의 남자들 (판관 19,22; 20,13)
- 엘리의 아들들 (1사무 2,12), 나발 (1사무 25,17), 세바 (2사무 20,1)

## 사해문서
사해문서 가운데 하나인 빛의 아들들과 암흑의 아들들의 전쟁(1QM)에서는 벨리알이 빛의 아들들의 지도자(미카엘)의 맞수인 암흑의 아들들의 지도자로 등장한다.

## 기독교
초기 기독교의 문학에서 벨리알은 혼란과 정욕의 천사와 동일시되었으며 하느님이 루치펠 다음으로 창조했다고 여겼다. 역설적으로, 일부 외경에서는 벨리알을 루치펠의 아버지로 믿었으며 하늘에서 하느님에 대한 모반을 획책한 죄목으로 추방당한 첫 번째 타락천사로 확신하였다.
신약성경에는 사탄에 관해 언급할 때 사용한 단어로 사도 바울로가 그리스도와 벨리알을 비교하면서 벨리알을 그리스도의 정반대에 있는 존재로 적고 있다: “그리스도께서 어떻게 벨리알과 화합하실 수 있겠습니까? 신자와 불신자가 어떻게 한몫을 나눌 수 있겠습니까?” (2코린 6,15)
중세 이후 벨리알은 자신의 추종자들에게 우수한 퍼밀리어를 하사하는 지옥의 강력한 군주로 취급받았다. 그는 악마로서 사람들을 유혹하여 타락의 길로 끌어들이고 그 영혼을 자신의 것으로 만들려고 언제나 상냥한 태도로 일관하고 있으며, 특히 성범죄와 관련되어 있다고 알려져 있다. 그리하여 벨리알의 악명은 더욱 높아졌으며 “지옥에서 가장 방탕하고 추잡한 악마, 악덕을 위해 악덕에 열중하는 성격의 소유자, 외관은 아름답고 우아하며 권위로 차 있으나 그 안의 영혼은 몹시 추악하다.”라는 평가를 받게 되었다. 별명으로는 ‘위대한 공작’, ‘허위와 사기의 귀공자’, ‘불꽃의 왕’, ‘적의의 천사’, ‘숨겨진 뇌물과 암살의 마신’ 등을 가지고 있다. 또한, 종종 루치펠과 동일시되며 ‘암흑 나라의 왕’이라고도 불리는 경우가 있다(따라서 벨리알의 신자는 ‘암흑의 자식’이라 불림). 그러나 일반적으로는 루치펠에 이은 지위를 가진 타락천사 가운데 하나로 여기는 경우가 많다.

### 외경
“벨리알”이라는 단어는 유대교의 외경과 위경에서 자주 볼 수 있다. 희년서 외에도 다른 본문에서도 벨리알은 종종 하느님의 징벌 내지는 반항자로 등장한다. 요벨서에 따르면, 벨리알은 노아보다 수 세대 전에 지상에 지식을 전하고자 하늘에서 내려온 천사들의 우두머리 가운데 하나라고 한다(또 하나는 마스테마). 그러나 그들은 사람 여자에게 미혹되어 그녀들과 관계를 맺어 천사와 사람의 혼혈아인 나필족을 낳게 했다. 그는 그 죄로 말미암아 하늘로 돌아가지 못하고 타락천사가 된 것이다. 일설에 따르면 천사 시절의 그는 사타나일(Satanail), 즉 ‘하느님의 심부름꾼’이라고 불렸다고 한다. 모세에 대항한 이집트의 마법사들을 분발했던 것이 다름 아닌 벨리알이었다고 한다. 그러한 연유로 강령술사와 마법사의 영혼은 저주를 받아 벨리알의 지배 아래 놓여 있다고 알려지게 되었다.
벨리알의 책략이 가장 성공한 경우는 사해 근처의 소돔 마을을 혼란에 빠뜨렸던 일이다. 창세기를 보면 이 마을에선 세상의 온갖 악행이 저질러졌으며, 특히 동성애나 수간 따위의 성적 문란이 극에 달했다. 하느님은 이것을 보고 진노하여 하늘에서 유황과 불을 마을에 쏟아부어 모두를 태워 없애버렸다. 소돔 사람들이 그렇게까지 죄악을 범했던 것은 다름 아닌 벨리알 때문이었다. 그가 놓은 덫에 걸려들었던 것이다. 고모라 마을도 소돔과 똑같은 죄를 범하여 하느님의 심판을 받았다. 이 ‘소돔과 고모라’는 오늘날에도 널리 알려진 유명한 이야기이다. 참고로 영어의 소도미(Sodomy=남색, 수간)라는 말은 이 마을의 이름에서 유래했다고 한다.

### 열두 족장의 유언
또한, 열두 족장의 유언에서도 벨리알에 대해 언급하고 있다. 특히 벤야민의 증언에서는 “벨리알은 자신을 따르는 이에게 칼을 주는 자이니 그의 악의를 조심하라. 그 칼은 일곱 가지 악의 어머니인데, 그것은 질투, 파괴, 압제, 유배, 기근, 소요, 황폐함이다.”라며 벨리알이 가져오는 일곱 가지 재앙을 언급하면서 경고하였다. 특히 간음, 부유함, 성역을 더럽히는 행위는 ‘벨리알의 세 개의 덫’이므로 조심해야 한다.

### 이사야의 순교
이사야의 순교에서는 벨리알을 무법자의 천사이자 “이 세상의 군주”로 빗대었다. 이 책에 따르면, 벨리알은 유다 왕국의 제15대 왕 므나쎄에게 빙의해 왕을 자신의 지배 아래 두었다고 한다. 기원전 10세기에 이스라엘은 남과 북으로 나뉘었고, 그로부터 2백 년 뒤에는 북부 왕국이 멸망하여 남부의 유다 왕국만 남았다. 그러나 점차 아시리아의 세력이 강해져서 이집트까지 점령하기에 이르자, 므나쎄 왕은 아시리아에 우호적인 정책을 취하게 되었다. 그는 아버지가 단행한 종교개혁, 즉 성전 중심의 유대교 개혁을 부정하고 우상 숭배를 부활시켰다. 므나쎄 왕이 이런 행동을 하게 된 것은 악마 벨리알 때문이었다. 벨리알은 왕에게 빙의하여 마법 등 하느님이 금지하는 여러 가지 악행을 일삼게 하고, 나아가 유대교도를 박해하며 신앙을 깨뜨리게 했다. 도시는 황폐해지고 여자들은 교태를 부리며 술에 취한 남자들은 밤마다 야단법석을 떨었다. 궁정 또한 악마들에게 장악되어 끝도 없는 광란에 빠져들었다. 게다가 위대한 유대인 예언자 이사야까지 므나쎄 왕에게 살해당하고 말았다.
이와 같은 일들은 모두 므나쎄를 통해 하느님에게 반역하려는 벨리알의 속셈에서 비롯된 것이었다. 그러나 벨리알의 계획은 성공하지 못했다. 므나쎄 왕은 훗날 아시리아군에게 붙잡혀 바빌로니아에 연행되었다가 다시 귀국한 후에 마음을 바꾸어 경건한 유대교도가 되었다.

## 기타
실낙원에서는 타락천사 가운데 가장 사악하고 음란하며 폭력적이면서도 가장 아름답고 간악한 지혜에 능하다고 되어 있다. 저자 밀턴은 “하늘에서 떨어진 천사들 가운데 그보다 더 수려한 천사는 없었다. 그는 태어나면서부터 위엄에 차있으며 고귀하고 용감한 행동을 과시하는 것처럼 보이지만 사실은 모두 꾸며낸 허식에 지나지 않았다. …악덕함에는 약삭빠르나, 선행에는 게으르고 소심했다. 하지만, 다른 이를 선동하는 기술은 그야말로 따라올 이가 없었다.”라고 표현했다. 그는 어떤 저열한 내용이라도 교묘한 말재주로써 훌륭한 논리로 바꾸며, 사람의 귀를 간지럽게 하는 데 천재적이었다. 그러나 그의 궤변은 그의 저속한 사상을 증명하는 것이라고 한다. 또한, 독자적인 신전을 갖지 않고 교회를 더럽혀 그것을 자신의 것으로 만들어버린다고 나온다.
마법책에는 완전히 타락해버린 (그러나 아름다운) 천사의 모습으로 그려지며, 불꽃의 전차를 타고 있다고 묘사된다. 때로는 두 개의 목을 가진 모습을 하기도 한다. 명랑한 목소리로 말하며 은근한 기품조차 느껴지지만, 사람의 마음속에 죄를 싹트게 하고 나쁜 짓을 조장하며 사람이 화내는 모습을 보면서 즐긴다. 근본이 성실하지 않은 까닭에 특별한 수단을 세우지 않는 한 솔직하게 이야기하는 법이 없다. 원수를 친구로 바꾸어놓는 힘을 가지고 있다. 솔로몬 왕에게 봉인을 당한 72기둥의 마신 가운데 한 명으로, 왕 앞에서 춤을 추고 지옥의 외교사절로서 신임장을 건네주었다는 전승도 있다. 벨리알을 이 세상에 불러내려면 사람을 제물로 바쳐야 한다.

## 같이 보기
- 벨 (신화)
- 악령
- 악마
- 사마엘
- 사탄
- 성경의 뱀
- 죄